# Antoni Tołłoczko
Antoni Felicjan Tołłoczko herbu Pobóg – pisarz grodzki powiatu wołkowyskiego, wojski wołkowyski.

## Życiorys
Był członkiem konfederacji Czartoryskich w 1764 roku i posłem na sejm konwokacyjny (1764) z województwa smoleńskiego. Członek konfederacji Adama Ponińskiego w 1773 roku. Był posłem wołkowyskim na Sejm Rozbiorowy 1773–1775, wszedł w skład delegacji wyłonionej pod naciskiem dyplomatów trzech państw rozbiorczych, mającej przeprowadzić rozbiór. 18 września 1773 roku podpisał traktaty cesji przez Rzeczpospolitą Obojga Narodów ziem zagarniętych przez Rosję, Prusy i Austrię w I rozbiorze Polski.